# Palpada furcata
Palpada furcata là một loài ruồi trong họ Ruồi giả ong (Syrphidae). Loài này được Wiedemann mô tả khoa học đầu tiên năm 1819. Palpada furcata phân bố ở vùng Tân Nhiệt đới